# Tabernaemontana attenuata
Tabernaemontana attenuata är en oleanderväxtart som först beskrevs av John Miers, och fick sitt nu gällande namn av Ignatz Urban. Tabernaemontana attenuata ingår i släktet Tabernaemontana och familjen oleanderväxter. Inga underarter finns listade i Catalogue of Life.